# Janub Darfur

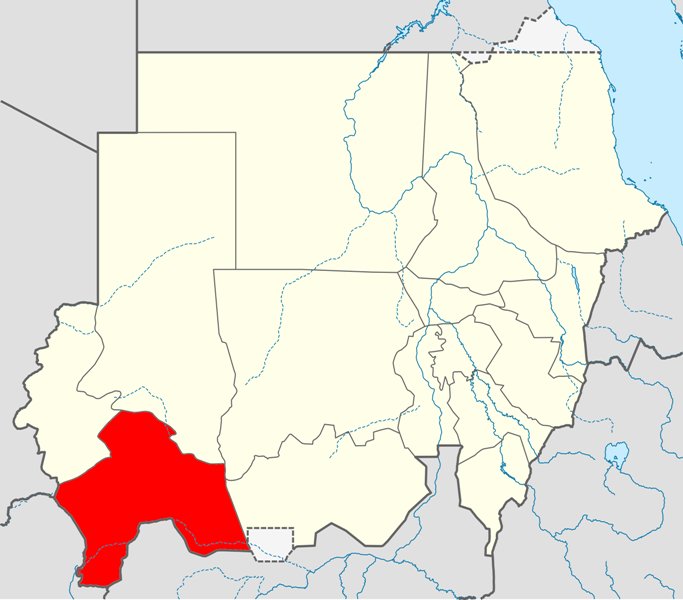
Delstatens läge i Sudan.

Janub Darfur (arabiska: جنوب دارفور) som på svenska också kallas för Södra Darfur är en av Sudans 15 delstater (wilayat). Befolkningen uppgick till 2 890 348 (2006) på en yta av 127 300 kvadratkilometer. Den administrativa huvudorten är Nyala. 

## Administrativ indelning
Delstaten är indelad i tolv mahaliyya:
- Adayla
- Al Deain
- Al Salam
- Bahr al Arab
- Buram
- East Jabal Mara
- Edd al Fursan
- Kass
- Nyala
- Rehed al Birdi
- Shearia
- Tulus